# Белч-Мали
Белч-Мали (пол. Bełcz Mały, нім. Kleinbeltsch) — село в Польщі, у гміні Вонсош Ґуровського повіту Нижньосілезького воєводства.
Населення — 161 особа (2011).

## Демографія
Демографічна структура станом на 31 березня 2011 року:
|          | Загалом | Допрацездатний вік | Працездатний вік | Постпрацездатний вік |
| -------- | ------- | ------------------ | ---------------- | -------------------- |
| Чоловіки | 79      | 23                 | 51               | 5                    |
| Жінки    | 82      | 20                 | 51               | 11                   |
| Разом    | 161     | 43                 | 102              | 16                   |